# Personaggi di Eureka Seven
La maggior parte dei personaggi di Eureka Seven fanno parte di due fazioni opposte, Gekkostate e l'esercito U.F. Force. 

## Gekko State
Il Gekko State (ゲッコーステイト?, Gekkō Suteito) è una milizia e controcultura antigovernativa collettiva con a capo Holland Novak, che allo stesso tempo pilota l'LFO Terminus typeR909. Eureka, una ragazza pallida e distaccata, pilota un LFO chiamato Nirvash typeZERO. Dopo aver preso parte al Gekkostate all'inizio della serie, Renton co-pilota il Nirvash in coppia con Eureka. Stoner è un fotografo che si occupa della scrittura della rivista clandestina del Gekkostate, ray=out. Talho Yuhi è il pilota in capo dell'aeronave sede del Gekkostate, la Gekkō-gō, letteralmente luce lunare. Hap è un amico d'infanzia di Holland e secondo in comando della nave. Ken-Goh è lo specialista di armi e proprietario del Gekkō-gō. Jobs e Woz sono gli ingegneri dell'aeronave. Mischa è la dottoressa di bordo. Moondoggie è il secondo pilota e operatore della rampa di lancio. Hilda e Matthieu sono i piloti rispettivamente del Terminus typeR808 e del Terminus typeR606. Gidget è l'operatrice delle comunicazioni. Gonzy è un chiromante. 

### Renton Thurston
Doppiatrice giapponese: Yūko Sanpei Doppiatore italiano: George Castiglia Per la scelta del doppiatore italiano Dynit si è servita anche di un sondaggio sul sito AnimeClick.it.
Renton Thurston (レントン・サーストン?, Renton Sāsuton), figlio del leggendario Adrock e co-pilota del Nirvash, è una persona molto estroversa ed emotiva che ha grandi aspirazioni, con la tendenza, tuttavia, a gettarsi nella mischia prima di capire cosa stia succedendo. Prima di entrare nel Gekkostate viveva con suo nonno Axel nella città di Bellforest, frequentando la scuola e imparando il mestiere di meccanico nell'officina del nonno. Fu molto influenzato dalla sorella Diane ed ha sempre creduto che l'avrebbe vista nuovamente prima o poi. Sebbene fosse una specie di celebrità, essendo il figlio di un salvatore, Renton trova scomodo essere il figlio di Adrock Thurston. Il suo cognome è conosciuto ovunque vada, e si sente costantemente come se vivesse nell'ombra del padre. Renton credeva che il suo fosse un pessimo padre, che aveva abbandonato la sua famiglia per la ricerca scientifica.
Dopo che il Nirvash atterra vicino al garage del nonno, Renton incontra Eureka, innamorandosene a prima vista. Il suo insolito collegamento con il Nirvash e la responsabilità sul dispositivo inventato dal padre, l'Amita Drive, l'hanno motivato ad entrare nel Gekkostate. Inoltre, partecipò nel Gekkostate per la presenza del suo idolo Holland, e per stare vicino ad Eureka, alla quale giurò di starle sempre vicino e di proteggerla. Durante il suo soggiorno nel Gekko-go, ebbe un difficile periodo di transizione, nel quale dovette subire scherzi da parte dell'intero Gekkostate, specialmente dai figli adottivi di Eureka. Viene successivamente a conoscenza delle atrocità che hanno passato Eureka ed Holland. Renton rimase assieme al Gekkostate per migliorare le sue abilità di reffer con il Nirvash, arrivando al punto di raggiungere o addirittura superare Eureka. Questo miglioramento creò una crepa tra lui ed Eureka, dato che lui vorrebbe che il suo amore fosse ricambiato da lei. I suoi sentimenti non sono segreti: tutti nell'aeronave interferiscono con la sua vita sentimentale; l'equipaggio vuole sempre sapere com'è la situazione tra loro due e lo incoraggiano ogni volta. La sua relazione con Eureka e con il Nirvash sviluppa un legame psicologico notato da Misha. 
Renton ha uno speciale legame assieme al Nirvash ed a Eureka. Di solito, entrambi lui e la ragazza sono necessari per attivare l'Amita drive, con lo scopo di svegliare il Nirvash e permettere l'accesso all'energia responsabile dell'attivazione del fenomeno Seven Swell. Più precisamente, quando Renton ed Eureka sono in sincronia su un desiderio comune, il Nirvash di conseguenza libera l'energia dell'Amita drive: se i loro sentimenti sono discordi, esso non può attivarsi. Comunque, ci sono alcune occasioni nelle quali Eureka è presente ma senza sensi, nelle quali Renton da solo convince il Nirvash a svegliarsi. Renton evoca l'energia dell'Amita drive più volte nella serie; la sua primissima esperienza è avvenuta grazie al suo forte desiderio di proteggere Eureka durante la sua consegna dell'Amita drive per il Gekkostate, risultando nel secondo fenomeno Seven Swell (il primo fenomeno si manifestò nel disastroso esperimento che vide partecipi Eureka ed Adrock Thurston, causando la scomparsa di quest'ultimo). 
Inizialmente, l'antagonista primario di Renton ed Eureka è Anemone. Durante le loro battaglie contro di lei, Renton spesso finisce con lo sfruttare l'Amita drive. Il suo primo incontro con Anemone avviene mentre il Gekkostate investiga su un Aerial Coralian: lui ed Eureka si spingono vicino ad esso, e mentre combattono Anemone con il suo LFO theEND, tutti e tre entrano la Zona antistante il Coralian. Lì, i tre condividono uno strano “sogno”, dove Eureka cerca di trovare Renton, il quale arriva ad incontrare Anemone, che cerca di ucciderlo. Mentre viene salvato da Eureka, ha un flash di sua sorella poco prima che finisca il sogno. Successivamente alla sparizione dell'Aerial Coralian, Renton e Dominic incontrano l'un l'altro, e nonostante l'iniziale diffidenza, cercano di cooperare per trovare una medicina allo strano dolore che affligge sia Eureka che Anemone. Quando i militari e il Gekkostate corrono a salvare rispettivamente Anemone ed Eureka, il desiderio di Renton di proteggere Eureka attiva il Nirvash, inondando l'area di trapar, che gli consente di pilotare il Nirvash di nuovo verso il Gekko-Go. Diversi giorni dopo, mentre i danni al Gekko-go vengono riparati nella miniera FAC-51, Renton incontra le due ragazze di nuovo dentro una casa in un sogno\allucinazione: questa volta, Renton, sotto forma del Nirvash, difende Eureka da Anemone, a sua volta sotto forma del theEND.

### Eureka
Doppiatrici: Kaori Nazuka (giapponese), Valentina Mari (italiano)
Eureka (エウレカ?, Eureka), è una ragazza pallida e distaccata con dei capelli verde acqua e degli occhi color lavanda, pilota del Nirvash typeZERO, il primo LFO ad essere stato costruito, con il più antico Archetipo. Tratta il Nirvash non come una mera macchina, ma come un essere vivente, con la propria coscienza e sentimenti. Comunque, potrebbe sembrare distaccata ed impacciata verso le altre persone – ha un problema nel comunicare con gli altri umani e nel capire i loro sentimenti. Tende ad apparire casualmente vicina alle persone, sorprendendole a volte. All'inizio della serie, mostra di soffrire di frequenti emicranie.
Si scopre poi nella serie che è una forma umana dei Corallian, mandata dallo Scab Corral per studiare gli esseri umani e stabilire un contatto con loro. Per questo cerca di capire sempre di più le emozioni umane.

### Holland Novak
Doppiatori: Keiji Fujiwara (giapponese), Alessandro Quarta (italiano)
Holland Novak (ホランド・ノヴァク?, Horando Novaku), è il leader del Gekkostate, capitano del Gekko-go, e pilota del LFO Terminus typeR909. Verso la fine della serie, il suo type R909 è distrutto da Anemone, spingendolo così a trasferirsi nel segretissimo e mortale (al suo pilota quanto al nemico) typeB303 "Devilfish". Anche questo LFO viene distrutto, questa volta in un attacco kamikaze per far entrare Holland nell'aeronave di Dewey. Fino ad un paio di anni prima lui ed i suoi compagni erano parte di SOF, un'unità di élite militare, ma diserta dopo aver incontrato Norb ed aver accettato l'impegno nel proteggere Eureka finché non si fosse conosciuto il suo partner. Gli eventi che conducono alla diserzione della squadra di Holland conducono anche all'incarcerazione del fratello Dewey, e da quel momento condividono un forte odio l'uno per l'altro. Holland è conosciuto come uno dei migliori reffer viventi, ed è un idolo per tanti giovani, Renton incluso.
Anche se a volte si comporta in modo sgarbato con Talho, nutre per lei dei profondi sentimenti e quando scopre che lei è incinta accetta felicemente la notizia di essere padre.

### Talho Yūki
Doppiatrici: Michiko Neya (giapponese), Rachele Paolelli (italiano)
Talho Yūki (タルホ・ユーキ?, Taruho Yūki), è la capo-pilota del Gekko-Go, anche se alla fine cede la posizione a Moondoggie nell'episodio 34. Incontrò Holland e Dewey quando i tre servivano insieme nell'esercito, ma all'inizio era molto invidiosa di come Holland trattava Eureka. Inizialmente lavorava nell'ufficio informazioni, ma venne promossa ad ufficiale per ragioni ignote, e divenne dopo diverso tempo una spia.
Ha una relazione con Holland e si scoprirà anche che è incinta di quest'ultimo.

### Hilda
Doppiatrici: Mayumi Asano (giapponese), Claudia Catani (italiano)
Hilda (ヒルダ?, Hiruda), è la miglior amica di Talho, è in grado di svolgere lavori di riparazione e tiene conto delle scorte alimentari della nave. Ha una relazione con Matthieu.

### Matthieu
Doppiatori: Akio Nakamura (giapponese), Fabrizio Manfredi (italiano)
Matthieu (マシュー?, Mashū), amante della musica, è uno dei primi a mostrare un po' di rispetto per Renton.

### Stoner
Doppiatori: Yasunori Matsumoto (giapponese), Massimo Bitossi (italiano)
Stoner (ストナー?, Sutonā), fotografo e giornalista del ray=out, accompagna il Gekko State nelle sue avventure.

### Gidget
Doppiatrici: Fumie Mizusawa (giapponese), Eva Padoan (italiano)
Gidget (ギジェット?, Gijetto), ha una relazione con Moondoggie. È infantile, ma attenta a non urtare i sentimenti altrui. Durante la serie tenta di farsi amica Eureka.

### Moondoggie
Doppiatori: Mamoru Miyano (giapponese), Luigi Morville (italiano)
Moondoggie (ムーンドギー?, Mūndogī) è uno dei nuovi membri del Gekko State, ha subito in parte gli scherzi che ora toccano a Renton. È un pilota, anche se nessuno sembra saperlo.
Ama molto Gidget, con la quale ha una relazione.

### Mischa
Doppiatrici: Yoko Soumi (giapponese), Ludovica Marineo (italiano)
Mischa (ミーシャ?, Mīsha), medico del Gekko State, costantemente seria, è un membro indispensabile dell'equipaggio.

### Jobs
Doppiatori: Tomoyuki Shimura (giapponese), Luigi Ferraro (italiano)
Jobs (ジョブズ?, Jobuzu) fa i lavori più disparati sulla Gekko Go.

### Woz
Doppiatori: Yuuichi Nagashima (giapponese), Fabrizio Mazzotta (italiano)
Woz (ウォズ?, Wozu), è hacker del Gekko State e amministratore del software.

### Ken Goh
Doppiatori: Tamio Ōki (giapponese), Diego Reggente (italiano)
Ken-Goh (ケンゴー?, Kengō), incaricato delle armi, è colui che apre il fuoco durante gli scontri. Ken-Goh è chiamato come Kengo Watanabe, detto KEN=GO, un DJ partner dello scrittore di Eureka Seven Dai Satō nella fondazione di Frogman nel 1993 e di Frognation Ltd. nel 1997.

### Hap
Doppiatori: Taro Yamaguchi (giapponese), Marco Vivio (italiano)
Hap (ハップ?, Happu), secondo in comando, è incaricato di tenere d'occhio il budget della nave. Amico d'infanzia di Holland.

### Gonzy
Doppiatori: Takkō Ishimori (giapponese), Dante Biagioni (italiano)
Gonzy (ゴンジイ?, Gonjii) è un anziano misterioso che sembra sempre prendere il the nei corridoi della nave. Si scopre alla fine che è anch'egli un Coralian umanoide.

### Maurice, Maeter, Linck
Maurice (モーリス?, Mōrisu), Maeter (メーテル?, Mēteru), e Linck (リンク?, Rinku) (doppiati rispettivamente da Michiko Neya, Eriko Kigawa e Fumie Mizusawa in giapponese e da Mattia Nissolino, Agnese Marteddu e Tito Marteddu in italiano) sono i bambini di Eureka. Maeter (pronunciato "meter") è una femmina, gli altri due sono maschi. La chiamano mamma, ma in realtà sono orfani adottati dalla ragazza mentre partecipava alla distruzione della loro città, quando faceva ancora parte dell'esercito. Nell'ultima parte dell'anime Maurice mostra una maggiore maturazione rispetto agli altri. I nomi vengono dal nome del poeta belga Maurice Maeterlinck. Maurice, Maeter, e Linck sono basati sui personaggi Katz, Letz, e Kikka dall'originale Mobile Suit Gundam, avendo praticamente identiche età ed apparenza ai personaggi di Mobile Suit Gundam. La loro relazione con Eureka fa da eco a come il personaggio di Gundam Frau Bow aveva cura dei tre orfani stessi, invece Eureka e Frau sono abbastanza differenti.

## U.F. Force
La U.F. Force (United Federation Forces of Predgio Tower) è un esercito sotto il comando del Consiglio dei Saggi, la maggiore autorità nelle Federazioni Unite. A servire sotto il consiglio dei saggi vi è il Tenente Colonnello Dewey Novak, che diresse un commando chiamato SOF, prima del suo imprigionamento all'inizio della serie. Dominic Sorel è un ufficiale dell'intelligence, sotto controllo di Novak, e responsabile di Anemone, pilota dell'LFO Nirvash theEND.

### Dewey Novak
Doppiatori: Kōji Tsujitani (giapponese), Fabrizio Pucci (italiano)
Dewey Novak (デューイ・ノヴァク?, Dyūi Novaku) è un misterioso colonnello che si prende carico della lotta contro i Coralian, rivelando al popolo la loro esistenza, nonché il fatto che il pianeta su cui si trova l'umanità è la Terra. Si propone come continuatore del Piano Ageha di Adroc Thurston anche se questo era tutt'altro dato che Adroc aveva capito che lo Scab Coral è un essere vivente che ricerca la pace. In questo modo, collegandosi al salvatore dell'umanità, si guadagna meglio il favore del popolo. È molto temuto da Holland e altri a conoscenza del suo passato. Si scopre poi che è il fratello di Holland. La famiglia nobile Novak per calmare il pianeta doveva compiere un rito di parricidio, quindi Dewey avrebbe dovuto uccidere suo padre ed ottenere il titolo di "Re sacrificale", ma dato che sua madre morì partorendo l'altro figlio Holland, il titolo di Re sacrificale sarebbe passato a lui, ma Dewey uccise il padre in modo che il pianeta rifiutasse il rito e la successione di Holland. Le altre famiglie nobili quindi privarono i Novak dei privilegi e lasciarono i due fratelli senza casa. Per questo Dewey odia il pianeta e suo fratello.

### Anemone
Doppiatrici: Ami Koshimizu (giapponese), Ilaria Latini (italiano)
Anemone (アネモネ?) è una ragazza testarda e violenta che pilota l'LFO chiamato theEND.

### Dominic Sorel
Doppiatori: Shigenori Yamazaki (giapponese), Flavio Aquilone (italiano)
Dominic Sorel (ドミニク・ソレル?, Dominiku Soreru) è incaricato della sorveglianza di Anemone di cui si innamora. Subordinato di Dewey.

### Ageha Squad
Ageha Squad (アゲハ隊?, Ageha-tai) è una squadra anti-coralians di Dewey formata da ragazzini e ragazzine che hanno subito un addestramento speciale.

### Saggi
I Saggi sono un trio che siede a capo di ogni cosa e affida a Dewey il compito di riportare la pace.
I loro nomi sono Koda (コーダ?, Kōda), Braya (ブラヤ?, Buraya) e Kuzemi (クゼミ?, Kuzemi) e sono doppiati rispettivamente da Mariko Akashi, Mugihito e Tamio Ōki in giapponese e da Stefania Romagnoli, Vittorio Di Prima e Mino Caprio in italiano.

### Jurgens
Doppiatori: Tetsuo Komura (giapponese), Saverio Moriones (italiano)
Jurgens (ユルゲンス?, Yurugensu) è il capitano della nave Izumo, che nell'ultima parte dell'anime si allea con il Gekko State.

## Civili
Axel Thurston (アクセル・サーストン?, Akuseru Sāsuton)
Doppiatori: Takeshi Aono (giapponese), Dario Penne (italiano)
Nonno di Renton, è un meccanico che ha un'officina nel luogo chiamato Belforest. Renton viveva con lui prima di partire con il Gekko State. Sognava per il nipote un destino differente da quello del figlio.
Charles Beams (チャールズ・ビームス?, Chāruzu Bīmusu)
Doppiatori: Jūrōta Kosugi (giapponese), Saverio Indrio (italiano)
Mercenario in coppia con la moglie, accoglie Renton considerandolo come un figlio durante la sua fuga dal Gekko State, ma gli viene affidato poi l'incarico di distruggere Eureka e il Gekko State.
Ray Beams (レイ・ビームス?, Rei Bīmusu)
Doppiatrici: Aya Hisakawa (giapponese), Francesca Guadagno (italiano)
Moglie di Charles. Non può avere figli.
Norb (ノルブ?, Norubu)
Doppiatori: Rikiya Koyama (giapponese), Roberto Certomà (italiano)
Capo della setta dei Vodarak, collabora con i Gekko State. Da giovane fu scelto per entrare in contatto con Sakuya e diventare il suo servitore, ma dato che fu il primo di cui Sakuya pronunciò il nome, fu chiamato "venerabile". Si innamorò di Sakuya come Renton con Eureka. Ha un compac drive impiantato nel petto.
Sakuya (サクヤ?, Sakuya)
Doppiatrici: Akiko Yajima (giapponese), Letizia Scifoni (italiano)
Predecessore di Eureka, venerata come un messia dai Vodarak. Sembra si sia trasformata in un grande bocciolo, ma in realtà la vera Sakuya si trova dentro il bocciolo, in cui entra Eureka nell'episodio 41.
Greg "Bear" Egan (グレッグ・ベア・イーガン?, Gureggu Bea Īgan)
Doppiatori: Banjō Ginga  (giapponese), Roberto Stocchi (italiano)
Scienziato che lavorò alla struttura base del Nirvash. Ex-marito di Mischa del Gekko State.
William B. Baxter (ウィリアム・B・バクスター?, Wiriamu Bī Bakusutā)
Doppiatori: Toshio Furukawa  (giapponese), Emiliano Coltorti (italiano)
Uomo che ha salvato Renton da morte certa e lo ha ospitato a casa sua. Ha una moglie affetta da morbo della disperazione.

## Scomparsi
Adroc Thurston (アドロック・サーストン?, Adorokku Sāsuton)
Doppiatrici: Tōru Furuya
Padre di Renton, morto da eroe durante un esperimento inerente al Seven Swell e considerato il salvatore dell'umanità perché ha posto fine alla Summer of Love. Aveva anche capito che lo Scab Coral ricercava la pace dopo aver conosciuto Eureka, ma il rapporto detto Ageha è andato perduto e Dewei si propone come suo continuatore anche se vuole distruggere lo Scab Coral, non rivelando al popolo le vere intenzioni di Adroc. Si scopre che in realtà non è morto, ma è stato assimilato nello Scab Coral insieme a persone che nella normale realtà appaiono affette dal "morbo della disperazione". È chiamato come Adam Horovitz, o Ad-Rock, dei Beastie Boys. Il personaggio è anche riferito spesso come "il Re", un altro alias del cantante. I colleghi di Adrock nella scoperta del Nirvash, Dr. Yauch e Dr. Diamond, sono chiamati come Adam Yauch e Mike Diamond, sempre dei Beastie Boys.
Diane Thurston (ダイアン・サーストン?, Daian Sāsuton)
Doppiatrici: Sakiko Tamagawa (giapponese), Laura Lenghi (italiano)
Sorella di Renton, scomparsa quando questo era un bambino per ripercorrere la strada del padre. In realtà è stata assimilata nel cluster di comando dello Scab Coral. Ha avuto una relazione amorosa con Holland.